# Space Race (videojuego)
Space Race es un videojuego de arcade desarrollado por Atari, Inc. y lanzado el 16 de julio de 1973. Fue el segundo juego de la compañía después de Pong (1972), que marcó el comienzo de la industria de los videojuegos comerciales. En el juego, dos jugadores controlan cada uno un cohete, con el objetivo de ser los primeros en mover su nave desde la parte inferior de la pantalla hacia la parte superior. En el camino están los asteroides, que los jugadores deben evitar. Space Race fue el primer videojuego de arcade de carreras y el primer juego con el objetivo de cruzar la pantalla y evitar los obstáculos.
El desarrollo de Space Race comenzó en el verano de 1972 bajo el nombre de Asteroid por el cofundador de Atari, Nolan Bushnell, basado en ideas de él y su cofundador Ted Dabney. El diseño final fue realizado por Dabney, posiblemente con la asistencia de Bushnell y el diseñador de Pong Allan Alcorn. El juego fue planeado para ser rápido de crear para cumplir con un contrato anterior con Bally Midway. La ingeniería y creación de prototipos fue realizada por Alcorn; después de que se completó y el diseño dado a Midway para ser lanzado como Asteroid, Atari produjo su propia versión casi idéntica a Space Race. Cincuenta gabinetes Space Race se produjeron con un diseño de fibra de vidrio de George Faraco antes de que el resto de la producción se cambiara a un gabinete estándar más barato.
Space Race no tuvo éxito comercial; Bushnell ha declarado que era mucho menos popular que Pong. Midway sostuvo que el lanzamiento de Space Race violaba el contrato de Atari con ellos para Asteroid, y las compañías acordaron que Atari perdiera los pagos de regalías por el juego.

## Jugabilidad
Space Race es un juego de arcade para dos jugadores. En el juego, los dos jugadores controlan una nave espacial, que vuelan desde la parte inferior de la pantalla a la parte superior. En el camino hay guiones que representan asteroides moviéndose a través de la pantalla de izquierda a derecha, que los jugadores deben evitar. Los controles del movimiento se limitan a mover la nave espacial hacia arriba o hacia abajo; si la nave del jugador es golpeada por un asteroide, desaparece durante unos segundos antes de volver a aparecer en la parte inferior. El juego muestra un campo de estrellas en el fondo, así como el puntaje de cada jugador, que aumenta cada vez que un jugador llega primero a la cima. Cada juego es por un período de tiempo determinado, representado por una línea en la parte inferior central de la pantalla que se acorta durante el juego, siendo el ganador el jugador con el puntaje más alto cuando se acaba el tiempo. Cada juego costaba 25 centavos. Las máquinas se pueden configurar para jugar una o dos rondas por juego, y el tiempo por ronda es ajustable por máquina en un rango de 45 segundos a 3 minutos.

## Desarrollo
El desarrollo de Space Race comenzó poco después de la fundación de Atari en el verano de 1972 bajo el nombre de Asteroid. Los cofundadores Nolan Bushnell y Ted Dabney tuvieron la idea inicial del juego mientras desarrollaban en 1971 Computer Space, el primer videojuego arcade, pero sintieron que el Computer Space era un juego mejor que el primero. Después de dejar a Nutting Associates y fundar Atari en mayo de 1972, Bushnell pasó unos días diseñando Asteroid, pero pronto tuvo que abandonar el proyecto para centrarse en dirigir la empresa. Después del lanzamiento de Pong, el primer juego de Atari, el desarrollo se reanudó en el título en la primavera de 1973. Dabney se ha atribuido el mérito por el diseño final del juego, aunque el diseñador de Pong, Allan Alcorn, ha declarado que él y Bushnell también pueden haber estado involucrados. 
 Asteroid, cuyo nombre en clave es VP-2, fue diseñado para ser un juego de carreras que sería fácil de crear para cumplir con un contrato anterior con Bally Midway; Atari había ofrecido inicialmente a Pong durante su desarrollo para cumplir el contrato, pero había sido rechazado. La compañía también estaba interesada en producir un juego muy diferente de su éxito anterior, ya que consideraban que el diseño innovador era lo que los separaría de sus competidores, que vieron inundando el mercado con clones de Pong en lugar de crear nuevos videojuegos.
La ingeniería y creación de prototipos para Asteroid fue hecha por Alcorn. El juego está codificado por completo en componentes electrónicos discretos, como los juegos anteriores de Atari, y a diferencia de los juegos de arcade basados en computadoras posteriores; los gráficos son todos elementos de línea simples a excepción de la nave espacial, que se generan en base a diodos en la placa de circuito dispuestos en forma de la mitad de una nave para representar la forma que crean. Esa media nave se refleja en la pantalla, similar a la matriz de diodos en Computer Space, que generó ocho direcciones de un barco giratorio con cuatro imágenes en espejo. El juego se completó rápidamente, y Alcorn pronto pasó al tercer juego de Atari, Gotcha. Cuando el juego se completó, el diseño fue entregado a Midway para venderlo bajo ese nombre, solo para que Atari produzca una versión casi idéntica titulada Space Race, que fue lanzada el 16 de julio de 1973.
El gabinete Space Race de fibra de vidrio fue diseñado para el juego por el diseñador de productos de Atari, George Faraco. El gabinete alto y angular, que recuerda al gabinete de fibra de vidrio para Computer Space, fue el primero en mostrar el logotipo de Atari. El diseño del gabinete fue lo suficientemente distintivo como para que Bushnell considerara usarlo también para Pong, pero los costos de producción resultaron demasiado altos y solo se fabricaron 50 unidades antes de que el diseño se descartara y Space Race cambiara a un gabinete rectangular más tradicional. El gabinete final mide casi 5 pies de alto y pesa más de 200 libras. Bushnell declaró más tarde que los moldes para fabricar los gabinetes de fibra de vidrio cuestan US $ 2000 y solo podían fabricar uno por día debido a la forma complicada, y Atari consideró que el costo no justificaba comprar suficientes moldes para realizar una producción completa en un tiempo razonable. El último gabinete de Space Race se reutilizó más tarde ese mismo año para Pong Doubles, una versión para cuatro jugadores de Pong.

## Legado
Space Race no tuvo éxito comercial; Nolan Bushnell lo describió como "no tan exitoso como Pong por un amplio margen", y Ralph Baer afirma que vendió alrededor de 1.500 unidades. Inspiró un juego clonado, la Astro Race de 1973 de Taito, y según Bushnell también inspiró una versión de clones fallida por Nutting Associates. Midway consideró que el lanzamiento de Space Race violó su contrato con Atari por Asteroid, y las dos compañías acordaron a cambio bajar el corte de tres por ciento de Atari para las máquinas de Asteroid.
A pesar de la importancia de Space Race como el segundo juego de Atari y el primero después de Pong, el mercado de videojuegos arcade de 1973 estuvo dominado en gran parte por clones Pong; mientras que Pong fue el cuarto videojuego arcade que se produjo, Space Race fue aproximadamente el decimocuarto, con nueve clones Pong entre ellos y, en su mayoría, solo otros clones que completan el resto de lanzamientos del año.
Space Race fue el primer videojuego de carreras de arcade, así como el primer juego con el objetivo de cruzar la pantalla evitando obstáculos, aunque en 1972 se lanzaron algunos juegos de carreras para la consola de videojuegos Magnavox Odyssey. Los juegos posteriores en ese género son el juego de arcade Frogger y Freeway para Atari 2600, ambos de 1981. En 1981 ANALOG Software publicó una versión expandida de Space Race con el mismo título para la familia de computadoras Atari de 8 bits que Race in Space.